# Binač
Binçë en albanais et Binač en serbe latin (en serbe cyrillique : Бинач) est une localité du Kosovo située dans la commune/municipalité de Viti/Vitina, district de Gjilan/Gnjilane (Kosovo) ou district de Kosovo-Pomoravlje (Serbie). Selon le recensement kosovar de 2011, elle compte 1 127 habitants.

## Histoire
Une fois la région faisant partie de l'Empire ottoman (à partir du milieu du milieu du XIVe siècle), l'islamisation fut lente et progressive.
À Binçë comme dans d'autres villages aux alentours, beaucoup d'albanais se déclaraient publiquement de confession musulmane tout en pratiquant toujours en secret les rites chrétiens (catholiques ou orthodoxes selon qu'ils étaient albanais ou serbes). Il existait un phénomène où les hommes (possédant et transmettant les biens) étaient musulmans alors que les femmes (enseignant les rudiments de la foi aux enfants) étaient chrétiennes (cette pratique étant appelée crypto-catholicisme).
Avec l'édit ottoman du Hatt-i Sharif de 1839 (officiellement précurseur d'une certaine « tolérance religieuse » dans l'Empire), beaucoup de villageois de la région de Viti dont ceux de Binçë, jusqu’alors considérés comme musulmans, crurent qu’ils pouvaient désormais professer librement leur catholicisme. Cette apostasie entraîne alors une répression immédiate, et bon nombre d'habitants de Binçë et de Stubla furent déportés en Anatolie.

## Démographie

### Évolution historique de la population dans la localité
| 1948 | 1953 | 1961 | 1971  | 1981  | 1991  | 2011  |
| ---- | ---- | ---- | ----- | ----- | ----- | ----- |
| 742  | 828  | 914  | 1 086 | 1 223 | 1 300 | 1 127 |

|  |

### Répartition de la population par nationalités (2011)
En 2011, les Albanais représentaient 97,79 % de la population.

## Lieux remarquables
Sur le territoire du village, le site de Gradište remonte aux IVe-VIe siècles et au Xe siècle ; mentionné par l'Académie serbe des sciences et des arts, il est inscrit sur la liste des monuments culturels du Kosovo.